# Posadas (religione)

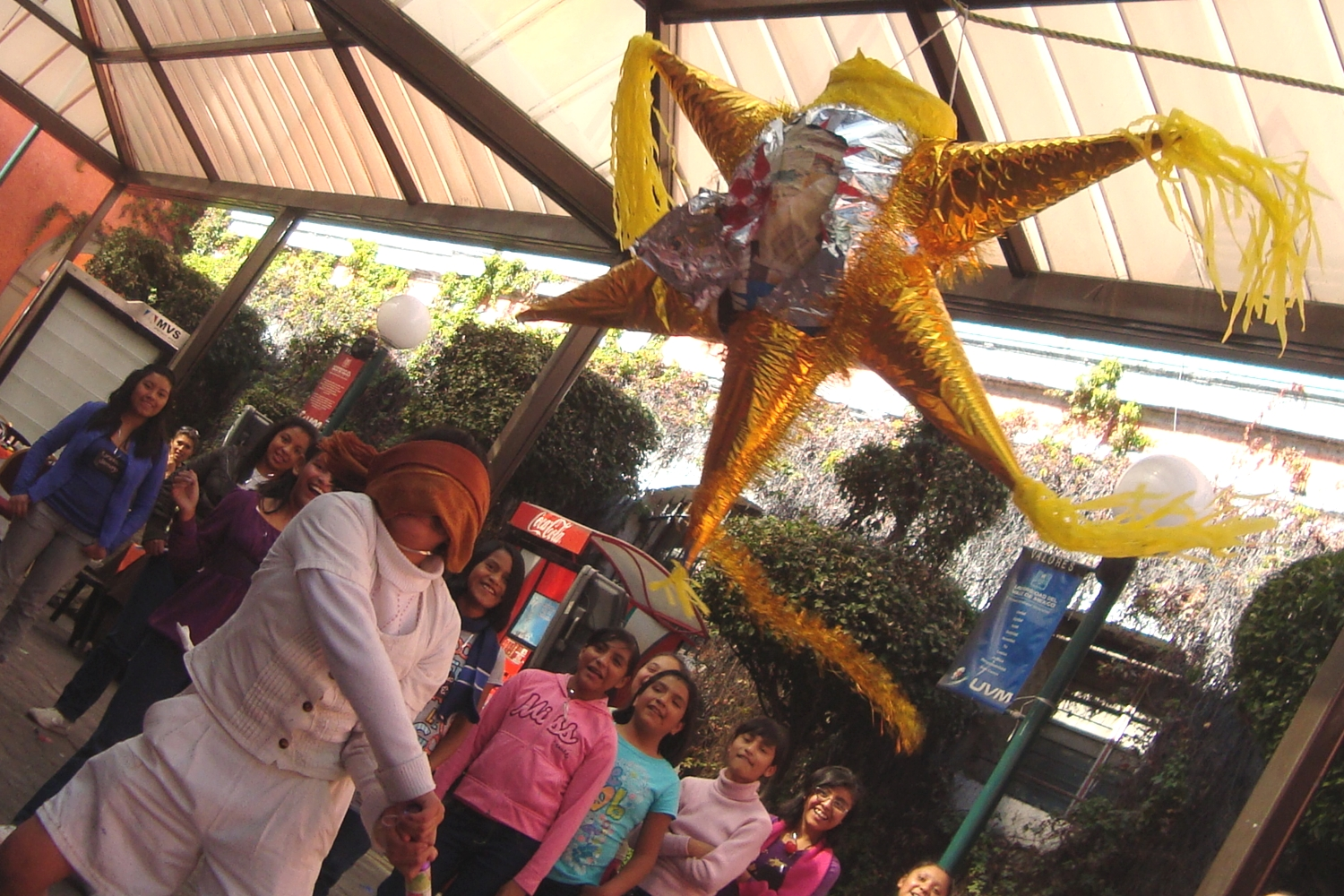
Messico: la rottura della piñata al termine di una posada

Le posadas (sing.: posada) sono delle processioni e rappresentazioni religiose del periodo dell'Avvento tipiche soprattutto del Messico (ma diffuse in altri Paesi dell'America Latina e nelle comunità latino-americane della California), che hanno luogo nei nove giorni che precedono il Natale (16-24 dicembre).

L'usanza, introdotta alla fine del XVI secolo, rievoca il celebre episodio, narrato nel Vangelo di  Luca (2:1-9), della ricerca di un alloggio (in spagnolo, appunto: posada)  da parte di Maria e Giuseppe durante il loro viaggio verso Betlemme. I nove giorni di durata fanno invece probabilmente riferimento ai nove mesi di gestazione di Maria.

## Storia
Le origini dell'usanza risalgono al 1580, quando il mistico spagnolo San Juan de La Cruz, rifacendosi ad un suggerimento di Sant'Ignazio di Loyola, istituì una novena che doveva ricordare il viaggio di Maria e Giuseppe a Betlemme.
L'idea di San Giovanni della Croce fu sviluppata in seguito, a partire dal 1587, da Fra' Diego de Soría, il quale - allo scopo di soppiantare i riti pagani legati alle feste di mezzinverno (in particolare una festa dedicata alla nascita del dio della guerra Huitzilopochtli o Panquetzaliztli, che aveva luogo tra il 17 dicembre e il 26 dicembre) - decise di organizzare tali processioni a margine delle messe natalizie.
Inizialmente le posadas si svolgevano all'interno della chiesa. In seguito, divennero una grande festa all'aperto.

## L'usanza
Le posadas hanno luogo dopo il crepuscolo: la folla dei fedeli in processione è in genere preceduta da un bambino vestito da angelo, seguito a sua volta da altri bambini che indossano abiti color oro e argento, portando candele ed effigi di Maria e Giuseppe in sella ad un asino. Talvolta viene anche scelta una coppia che interpreti la parte di Maria e Giuseppe.

Le processioni sono solitamente accompagnate dal suono di sonagli, maracas e zufoli e dall'esecuzione di canti natalizi.
Al centro della processione vi è la rappresentazione della scena del rifiuto dei locandieri di ospitare Maria e Giuseppe, che si svolge di fronte alla casa (diversa da sera a sera) del parrocchiano che ha scelto di "interpretare" la parte del locandiere (posadero).

Di fronte alla casa del "posadero", coloro che partecipano la processione "interpretano" la parte di San Giuseppe, intonando un canto particolare, che consiste nell'invocare un riparo. Così come nella scena descritta dal Vangelo di Luca, il locandiere - nella finzione - "rifiuta" inizialmente di far entrare i pellegrini (in particolare la coppia scelta talvolta per interpretare Maria e Giuseppe), ma alla fine li fa entrare nella propria casa (preparata per l'occasione con l'aiuto anche dei vicini), dove i fedeli accendono delle candele davanti ad un altare.
Terminata la parte strettamente religiosa, le posadas si trasformano in una vera e propria festa popolare, che vedono la partecipazione delle famiglie che hanno partecipato ai cortei.
Tra le usanze tipiche di questa parte dei festeggiamenti, vi è quella che consiste nella rottura - da parte di un bambino bendato e per mezzo di un bastone - di una piñata), una brocca in terracotta, argilla o cartapesta (in genere a forma di stella di Betlemme e a sette punte, per rappresentare i sette peccati capitali, e decorata con disegni di uccelli, stelle, pagliacci, ecc.), all'interno della quale i bambini trovano caramelle, giocattoli o monete.

Si mangiano poi dei dolciumi, i buñuelos, e si servono dei ponches (bevande a base di frutta e rum) e altre pietanze, come i tamales.
Al termine delle posadas, si celebra la messa.
Le posadas si ripetono allo stesso modo ogni sera, ma quella della Vigilia di Natale si distingue dalle altre per il fatto che, in quest'occasione, viene portata in processione da due persone scelte come "padrini" anche l'effigie di Gesù bambino.

## Tradizioni similari
Una tradizione simile è la Herbergsuche (letteralmente: "ricerca di un alloggio"), che si ritrova nei Paesi di lingua tedesca.
Derivata direttamente dalle posadas pare invece essere la panuluyan, tradizione natalizia delle Filippine che sarebbe stata importata dal Messico.